# Джекфрут
Джекфрут (Artocarpus heterophyllus) або індійське хлібне дерево — рослина родини тутових, близький родич хлібного дерева.

## Зовнішній вигляд
Джекфрут — вічнозелене дерево, що сягає висоти 20 м. Листя темно-зелене шкірясте овальне, завдовжки до 22 см; густе. Дерево однодомне. Чоловічі і жіночі квітки непоказні, зібрані в одностатеві суцвіття. Чоловічі квітки — на тонких гілочках, часто серед листя. Жіночі квітки більші, на товстих міцних квітконіжках, які ростуть прямо на стовбурі (кауліфлорія), біля основи нижніх гілок або із землі у підніжжя дерева. Справа в тому, що на відміну від хлібного дерева з його масивними гілками, гілки у джекфрута досить тонкі і ламкі, і плоди утворюються там, де стовбур досить міцний. Квіти запилюються вітром і комахами. У культурі джекфрут часто обпилюють вручну. Плоди визрівають за 3-8 місяців.

## Плоди

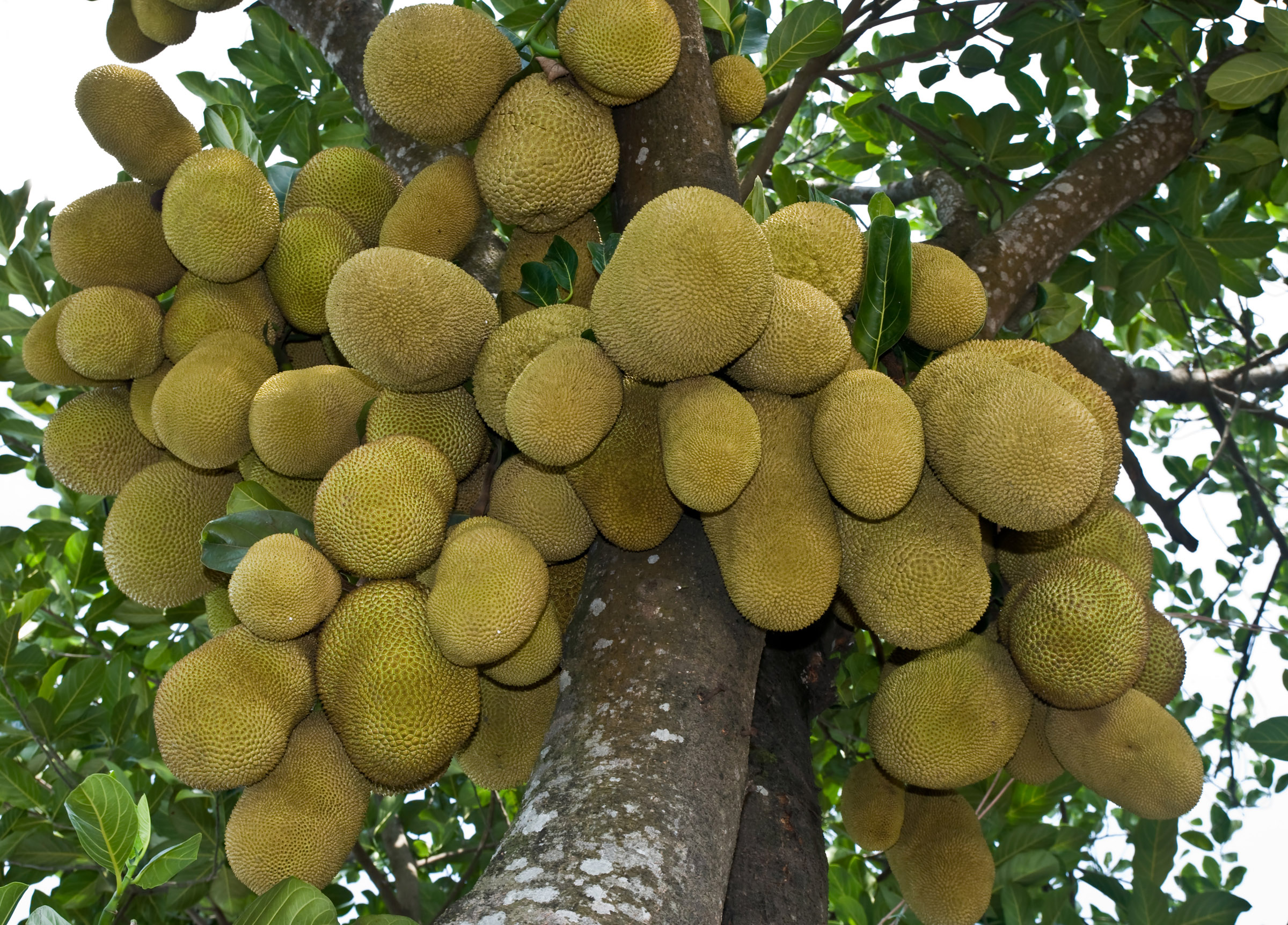

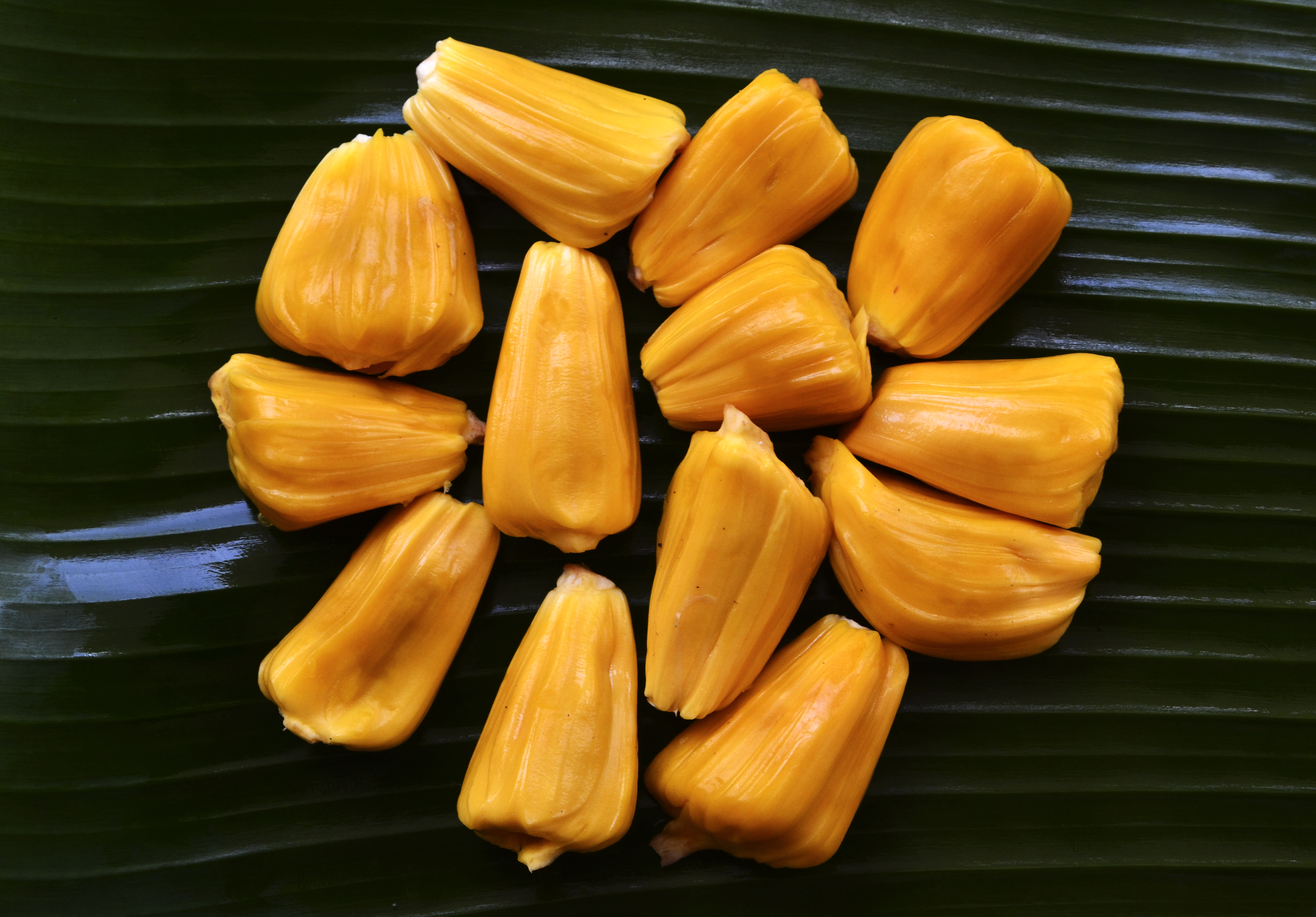
М'якуш джекфрута

Плоди (супліддя) джекфруту — найбільші їстівні плоди, які ростуть на деревах: завдовжки 20-90 см і діаметром до 40 см, вони важать до 34 кг. Їх товста шкірка покрита численними конусоподібними виступами. Молоді плоди зелені, при дозріванні стають зелено-жовтими або коричнево-жовтими і при постукуванні видають порожнистий звук (незрілі плоди — глухий). Усередині кожен плід розділений на великі частки, які містять солодку жовту м'якоть, що складається з соковитих слизьких волокон. У кожній частці розміщена довгаста світло-коричнева насінина 2-4 см завдовжки; в одному плоді їх може бути до 500 штук. Шкірка і насіння зрілого плоду видають сильний неприємний запах, що нагадує запах гнилої цибулі, тоді як м'якоть пахне приємно, схоже на банан і ананас. Всі частини рослини, включаючи шкірку, містять клейкий латекс, тому обробляти плід рекомендується, змастивши руки соняшниковою олією або надівши гумові рукавички. Перезрілий плід стає коричневим і швидко псується, але в холодильнику його можна зберігати 1-2 місяці.
Недостиглий плід готують як овоч, а стиглий вживають в сирому вигляді або консервують в сиропі. Насіння можна варити або смажити. У Азії про це дерево говорять: «Якщо у вашому дворі росте джекфрут, ви не помрете з голоду»[джерело?].

## Поширення
Батьківщиною джекфруту вважають Індію (Східні Гати) і Бангладеш; зараз він найпоширеніший у Південно-Східній Азії і на Філіппінах. Є його посадки і в східній Африці (Кенія, Уганда). На островах Океанії і в тропіках Нового Світу, крім північної Бразилії і Суринаму, джекфрут досить рідкісний.
У Південній Індії джекфрут за поширеністю можна порівняти з манго і бананом. Площа його посадок оцінюється в 26 000 га. На Шрі-Ланці (4452 га) його вирощують переважно заради деревини. Широко культивується і в Таїланді. У цілому, джекфрут через неприємний запах «відходів» за популярністю непорівнянний з плодами хлібного дерева.

## Використання
Джекфрут широко використовується у місцевій кулінарії, як стиглий, так і незрілий. Незрілі плоди використовують як овочі — їх варять і смажать. Стиглі плоди їдять у свіжому вигляді, з них роблять салати і десерти. Плоди джекфруту дуже поживні і містять близько 40 % вуглеводів (крохмалю) — більше, ніж у хлібі. Тому (і через дешевизну) джекфрут в Індії називається «хлібом для бідних». Насіння також поживне — воно містить 38 % вуглеводів, 6,6 % білків і 0,4 % жирів; його найчастіше підсмажують і їдять як каштани. Деревина джекфруту не пошкоджується термітами та грибами і використовується для будівель і виготовлення меблів, музичних інструментів.
Джекфрут є національним фруктом у Бангладеш.